# Eric Roberts
Eric Anthony Roberts (født 18. april 1956 i Biloxi i Mississippi) er en amerikansk skuespiller. Hans første film var King of the Gypsies (1978), som han fik en Golden Globe-nominering for, for bedste skuespillerdebut. Han blev nomineret til både en Golden globe og Academy Award for sin birollerolle i Runaway Train (1985). I løbet af 1990'erne og 2000'erne medvirkede han i drama-film og tv-serier. Han er også kendt som stemmen bag Mongul i Justice League.
Eric er bror til Julia Roberts og Lisa Roberts Gillan, og far til Emma Roberts.

## Filmografi
| Årstal | Film                                 | Rolle              |
| ------ | ------------------------------------ | ------------------ |
| 1978   | King of the Gypsies                  | Dave               |
| 1981   | Raggedy Man                          | Teddy              |
| 1983   | Star 80                              | Paul Snider        |
| 1984   | The Pope of Greenwich Village        | Paulie             |
| 1985   | The Coca-Cola Kid                    | Becker             |
| 1985   | Runaway Train                        | Buck               |
| 1986   | Nobody's Fool                        | Riley              |
| 1989   | Rude Awakening                       | Fred               |
| 1989   | Blood Red                            | Marco Collogero    |
| 1989   | Best of the Best                     | Alex Grady         |
| 1990   | The Ambulance                        | Josh Baker         |
| 1990   | The Lost Capone                      | Al Capone          |
| 1991   | By the Sword                         | Alexander Villard  |
| 1991   | Vendetta: Secrets of The Mafia Bride | Sean McLeary       |
| 1991   | Lonely Hearts                        | Frank              |
| 1992   | Final Analysis                       | Jimmy Evans        |
| 1993   | Best of The Best 2                   | Alex Grady         |
| 1994   | Love Is a Gun                        | Jack Hart          |
| 1994   | Babyfever                            | Anthony            |
| 1994   | The Hard Truth                       | Chandler Etheridge |
| 1994   | The Specialist                       | Tomas Leon         |
| 1994   | Freefall                             | Grant Orion        |
| 1995   | The Nature of the Beast              | Adrian             |
| 1995   | Sensation                            | Dr. Ian Burton     |
| 1995   | The Immortals                        | Jack               |

| Årstal | Film                                       | Rolle                             |
| ------ | ------------------------------------------ | --------------------------------- |
| 1996   | It's My Party                              | Nick Stark                        |
| 1996   | Doctor Who                                 | The Master/Bruce                  |
| 1996   | Heaven's Prisoners                         | Bubba Rocque                      |
| 1996   | Hybridmanden                               | Sig selv                          |
| 1996   | American Strays                            | Martin                            |
| 1996   | The Drew Carey Show                        | Steven                            |
| 1996   | In Cold Blood                              | Perry Smith                       |
| 1996   | Public Enemies                             | Arthur Danlop                     |
| 1997   | Frasier                                    | Chet                              |
| 1997   | The Odyssey                                | Eurymachus                        |
| 1997   | Most Wanted                                | Assistant Deputy Director Spencer |
| 1997   | C-16: FBI                                  | John Olansky                      |
| 1997   | Oz                                         | Richard L'Italien                 |
| 1998   | The Prophecy II                            | Michael                           |
| 1998   | The Shadow Men                             | Bob Wilson                        |
| 1998   | Past Perfect                               | Dylan Cooper                      |
| 1998   | Making Sandwiches                          | Julia                             |
| 1999   | Touched by an Angel                        | Nick Stratton                     |
| 1999   | Restraining Order                          | Robert Woodfield                  |
| 1999   | Wildflowers                                | Jacob                             |
| 1999   | Spawn                                      | Petey (stemme)                    |
| 2000   | Luck of the Draw                           | Carlo                             |
| 2000   | Falcone                                    | Raymond 'The Madman' Ricci        |
| 2000   | Cecil B. DeMented                          | Honey's Ex                        |
| 2001   | Kongen af Queens (org. The King of Queens) | Strohmeyer                        |
| 2001   | Law & Order: Special Victims Unit          | Sam Winfield                      |
| 2001   | Raptor                                     | Sheriff Jim Tanner                |

| Årstal | Film                               | Rolle                     |
| ------ | ---------------------------------- | ------------------------- |
| 2002   | Roughing It                        | The Foreman               |
| 2002   | Less Than Perfect                  | Will Butler               |
| 2002   | Justice League                     | Mongul (stemme)           |
| 2003   | National Security                  | Nash                      |
| 2003   | L.A. Confidential                  | Pierce Patchett           |
| 2005   | Geppetto's Secret                  | Jack Hammer (stemme)      |
| 2005   | CSI: Miami                         | Ken Kramer                |
| 2006   | Phat Girlz                         | Robert Myer               |
| 2006   | A Guide to Recognizing Your Saints | Older Antonio             |
| 2006   | DOA: Dead or Alive                 | Donovan                   |
| 2006   | The L Word                         | Gabriel McCutcheon        |
| 2006   | Fatal Desire                       | Joe                       |
| 2007   | Pandemic                           | Mayor Dalesandro          |
| 2007   | Heroes                             | Thompson                  |
| 2007   | The Butcher                        | Merle Hench               |
| 2008   | Edgar Allan Poe's Ligeia           | Vaslov                    |
| 2008   | Witless Protection                 | Wilford Duvall            |
| 2008   | Fear Itself                        | Harry Siegal/Harry Bender |
| 2008   | Law & Order: Criminal Intent       | Roy Hubert                |
| 2008   | Dark Honeymoon                     | L.A. Guy                  |
| 2008   | The Dark Knight                    | Salvatore Maroni          |
| 2008   | The Cleaner                        | Ray Crin                  |
| 2008   | Entourage                          | Sig selv                  |
| 2008   | Royal Kill                         | Far                       |
| 2009   | The Steam Experiment               | Grant                     |